# 丹麥 (愛荷華州)
丹麥（英語：Denmark）是位於美國愛荷華州李縣的一個人口普查指定地區。

## 人口
根據2010年美國人口普查的數據，丹麥的面積為4.31平方千米，當中陸地面積為4.30平方千米，而水域面積為0.01平方千米。當地共有人口423人，而人口密度為每平方千米98.14人。